# Pseudogarypinus frontalis
Pseudogarypinus frontalis är en spindeldjursart som först beskrevs av Banks 1909.  Pseudogarypinus frontalis ingår i släktet Pseudogarypinus och familjen Garypinidae. Inga underarter finns listade i Catalogue of Life.